# Radicalismo (Argentina)
El radicalismo en la Argentina es una amplia corriente política originada en 1891 con la creación de la Unión Cívica Radical, pero que excede la pertenencia formal a ese partido político. El radicalismo argentino ha dado lugar a la formación de varios partidos políticos nacionales y provinciales, así como agrupaciones estudiantiles y sindicales.

## Historia
El radicalismo reconoce como herencia común, el legado político y moral de Leandro Alem, expresado en su lucha intransigente contra lo que denominaba «el régimen», conocido también como roquismo, un sistema de gobierno elitista y fraudulento de cuasi partido único fundado en el «voto cantado», que permitió que el Partido Autonomista Nacional (PAN) se mantuviera en el poder sin alternancia durante 42 años. La UCR exigía «elecciones libres», con el fin de establecer un sistema democrático en Argentina. Con posterioridad a 1916, año en que el candidato radical Hipólito Yrigoyen fue elegido presidente de la Nación en elecciones realizadas con voto secreto masculino, algunos sectores del radicalismo se identificaron con posturas conservadoras o realizaron alianzas con los conservadores.
Los siguientes políticos radicales llegaron a ser presidentes de la Nación: Hipólito Yrigoyen (dos veces), Marcelo T. de Alvear, 
 Agustín Pedro Justo, Roberto M. Ortiz, Arturo Frondizi, José María Guido, Arturo Illia, Raúl Alfonsín, y Fernando de la Rúa.
En las elecciones presidenciales de 1928, 1937, 1958 y 1963 los dos principales partidos en competencia fueron radicales.
Desde el surgimiento del peronismo en 1945 ha sido tradicional en el periodismo y la historiografía oponer a peronistas y radicales. Sin embargo, al igual de lo que sucedió con los conservadores, varias fuerzas y políticos radicales, integraron o formaron alianzas con el peronismo: Tanto Juan D. Perón como Cristina Fernández de Kirchner tuvieron vicepresidentes radicales, a la vez que Perón y el presidente radical Arturo Frondizi mantuvieron una larga política de alianzas.

## Partidos políticos
El principal partido radical es la Unión Cívica Radical (UCR), que tuvo diferentes desprendimientos a lo largo de su historia. En 1924 aparece la Unión Cívica Radical Antipersonalista (1924-1940), como respuesta al liderazgo personalista y vertical de Hipólito Yrigoyen. En 1945, un grupo de dirigentes radicales decide apoyar a Juan Domingo Perón y crea la Unión Cívica Radical Junta Renovadora (1945-1955), que finalmente pasaría a formar parte del peronismo. La última división de la UCR se dio en 1956, cuando el partido se partió en dos tras no poder llegar a un acuerdo sobre la nominación de candidatos, dando lugar a la Unión Cívica Radical del Pueblo (1957-1971) y la Unión Cívica Radical Intransigente (1957-1971).
También reconocen raíces parcialmente radicales partidos nacionales como la Coalición Cívica ARI, el Partido GEN, el Movimiento de Integración y Desarrollo, el Partido Intransigente y Recrear para el Crecimiento  así como fuerzas provinciales como el bloquismo de San Juan y el lencinismo en Mendoza, y la Intransigencia Popular en Urdinarrain, Entre Ríos.